# Regular Division of the Plane
Regular Division of the Plane (en français : Division régulière du plan) est une série de dessins réalisés par l'artiste néerlandais M. C. Escher. Commencée en 1936, les images sont basées sur le principe de la réflexion glissée du pavage, des formes ou des combinaisons de formes irrégulières qui s'imbriquent parfaitement pour couvrir toute la surface d'un plan.

## Origine
L'inspiration pour ces travaux eut lieu en 1936 lors de la visite de l'artiste à l'Alhambra en Espagne. Escher l'avait déjà visitée en 1922, mais lors de cette visite, il passa plusieurs jours à étudier et dessiner les motifs des briques d'ornementation.
En 1958, Escher publia le livre The Regular Division of the Plane. Il y inclut plusieurs impressions de gravure sur bois, comme Swans, pour démontrer le concept, mais la série de dessins se poursuit jusqu'à la fin des années 1960 et se termine avec le no 137. Ces travaux mettent en exergue la potentielle tridimensionnalité apparente du plan par un effet de courbure.
Bien qu'il ne s'agisse pas des œuvres d'Escher les plus abouties artistiquement, quelques-uns des dessins sont parmi ses plus célèbres, certains motifs ayant été utilisés dans des produits commerciaux, notamment les cravates.